# Alex Trumble
Alex Trumble (* 1984 oder 1985) ist ein US-amerikanischer Schauspieler und Model.

## Leben
Trumble tritt seit 2008 als Filmschauspieler in Erscheinung. Er debütierte in einer kleineren Rolle des Howie Doon im Film Box Elder. Im selben Jahr folgten weitere Besetzungen in den Filmproduktionen Memory/Loss und Lie to Me. 2010 war er in einer Episode der Fernsehserie True Blood zu sehen. Eine Nebenrolle stellte er in der Filmproduktion Meine erfundene Frau dar. 2014 erschien der Kurzfilm Insert Shot: Sunset on the Pacific, in diesem er auch Tätigkeiten als Produzent übernahm. Er erschien am 19. Dezember 2014 auf der Canon 4K Film Challenge. 2015 folgten unter anderen Episodenrollen in den Fernsehserien Web Atlas und Motivate Me. 2018 stellte er in insgesamt drei Episoden der Fernsehserie Zeit der Sehnsucht die Rolle des Jeff dar. Ab 2021 folgten verstärkt Schauspielrollen in verschiedenen Fernsehfilmproduktionen. So war er 2023 im Fernsehfilm You Can't Escape Me in der männlichen Hauptrolle des Jared Carver zu sehen. Der Film erschien unter anderen auf Apple TV+. Im selben Jahr stellte er im Tierhorrorfilm Megalodon: The Frenzy die Rolle des Dr. John Hilton dar.

## Filmografie (Auswahl)
- 2008: Box Elder
- 2008: Memory/Loss
- 2008: Lie to Me
- 2010: True Blood (Fernsehserie, Episode 3x04)
- 2010: 3 Fellas and the Wolf (Kurzfilm)
- 2011: Meine erfundene Frau (Just Go with It)
- 2013: Discovered (Fernsehserie)
- 2014: Helicopter Mom
- 2014: Insert Shot: Sunset on the Pacific (Kurzfilm; auch Produktion)
- 2014: Last Night (Kurzfilm)
- 2015: Aztec Revenge
- 2015: Web Atlas (Fernsehserie, Episode 1x09)
- 2015: Motivate Me (Fernsehserie, Episode 1x11)
- 2015: The Strange Lives of the Not So Destined (Kurzfilm)
- 2018: Dirty Dead Con Men
- 2018: Zeit der Sehnsucht (Days of Our Lives, Fernsehserie, 3 Episoden)
- 2018: Safe (Kurzfilm)
- 2019: Nightshocker (Kurzfilm)
- 2021: Burning Lies (Fernsehfilm)
- 2021: Labor of Lies (Fernsehfilm)
- 2021: Dangerous Snow Day
- 2022: Dancer in Danger
- 2022: The Wrong High School Sweetheart (Fernsehfilm)
- 2022: The Search for Secret Santa (Fernsehfilm)
- 2023: My Husband the Narcissist (Fernsehfilm)
- 2023: The Wedding Wish (Fernsehfilm)
- 2023: You Can't Escape Me (Fernsehfilm)
- 2023: Wild West Chronicles (Fernsehserie, Episode 3x07)
- 2023: Lucky Hearts (Fernsehfilm)
- 2023: Megalodon: The Frenzy
- 2023: All Rise (Fernsehserie, Episode 3x20)
- 2023: One Night Stand Murder (Fernsehfilm)
- 2023: Secrets in the Desert (Fernsehfilm)
- 2023: Diana in Love